# Moelingen
Moelingen (Moelenge, Mouland) és un nucli del municipi de Voeren de la província de Limburg a Bèlgica. El 1971 tenia 896 habitants.

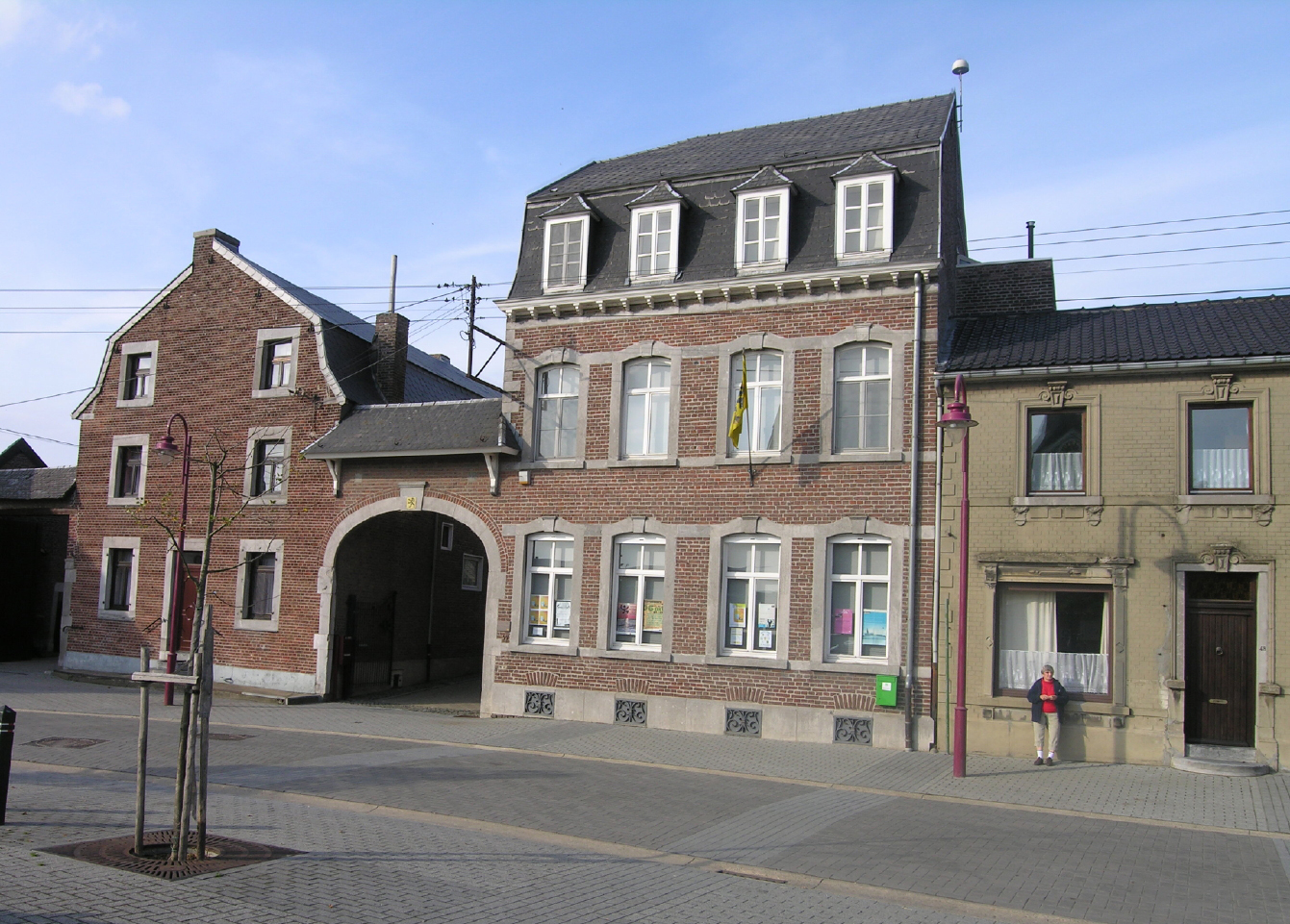
Cases típiques

És l'únic nucli de la regió flamenca que pertoca al marge dret del Mosa, al conflent amb el Berwijn, que hi forma la frontera amb la ciutat valona de Visé.
Hom hi troba una església del segle xiv en estil gòtic mosà, amb un campanar romànic del segle xii, unes cases nobles en estil renaixentista mosà i uns molins.
Fins al 1793, el poble feia part del País de Dalhem, de 1995 a 1815 del departament de l'Ourte i fins al 1963 de la província de Lieja.